# KDKS
Koordinaten: 32° 35′ 57″ N, 93° 54′ 1″ W
KDKS oder KDKS-FM (Branding: „Soft Old School and Today's R&B“) ist ein US-amerikanischer Hörfunksender aus Blanchard im US-Bundesstaat Louisiana. KDKS sendet nach einem Urban-Contemporary-Format auf der UKW-Frequenz 102,1 MHz. Eigentümer und Betreiber ist die Access1 Louisiana Holding Company LLC.